# S-tronic
S-tronic — преселективна, роботизована коробка передач, з двома зчепленнями. Коробка передач S-tronic являє собою друге покоління роботизованих КПП.

## Опис
Відмінною особливістю коробок S-tronic є наявність у ній двох окремих валів для непарних і парних швидкостей, кожен з них керується своїм зчепленням (одне зчеплення для парних передач, друге для непарних). Поки йде розгін на першій передачі, шестерні другої вже знаходяться в зачепленні, але обертаються в холосту. Коли комп'ютер визначає час перемикання, два гідроприводи одночасно відпускають перше зчеплення і замикають друге, передаючи момент двигуна від першої передачі до другої. Коли активна друга передача, коробка заздалегідь вводить в зачеплення шестерні наступної, третьої передачі. І так далі — до сьомої. Причому одночасно з сьомої коробка тут же включить і шосту передачу — на той випадок, якщо оберти двигуна впадуть і знадобиться більше тяги. Таким чином, перемикання передач відбувається без розриву потоку потужності — двигун постійно з'єднаний з трансмісією.

### Термінологія
- Audi — S-tronic.
- Toyota — MultiMode
- Volkswagen — DSG (англ. Direct Shift Gearbox)
- Ford — PowerShift